# Stiftelsen Teknikdalen
Stiftelsen Teknikdalen är en näringsidkande stiftelse som grundades 1987 på initiativ av Stora Enso, Swedbank, SSAB, Vägverket och Borlänge kommun. 
Stiftelsens syfte är att stödja nya affärsidéer och man medverkar såväl i regionala som nationella och internationella projekt. Syftet är att skapa förutsättningar för samarbete mellan många partners. Projekten har olika inriktningar och syften, med den gemensamma förhoppningen om ökad sysselsättning och tillväxt i ett hållbart utvecklingsperspektiv.

## Företagsinkubator och DalaSådd
En inkubator är en miljö där det finns bra förutsättningar för nystartade företag som vill växa och utvecklas. I inkubatorn sker en kontinuerlig affärsutvecklingsprocess där bland annat tidig finansiering kompletteras med affärskompetens och entreprenöriellt engagemang. Stiftelsen Teknikdalens företagsinkubator ingår i det nationella inkubatorprogrammet (NIP) som finansieras Innovationsbron.
Teknikdalen driver också DalaSådd. Tanken med såddkapital är att det ska finnas möjlighet att vidareutveckla en idé i ett tidigt skede då finansiering är svår att få från olika kreditgivare. Genom DalaSådd, som administreras av Stiftelsen Teknikdalen, vill man skapa förutsättningar genom kapital för utveckling av företag som vill växa och som bedöms ha innovativa idéer i ett tidigt skede. 
Stiftelsen har bland annat drivit projektet InnoWent.